# Palisada
Palisada je lesena (iz kolov) ali kovinska ograja podobna zidu, različne višine, ki se uporablja kot obrambna struktura.
Poznali so jih že v prazgodovini za zaščito svetišč pred pogledi nepooblaščenih ljudi. V bronasti dobi so jih že uporabljali za zaščito pred sovražniki. V ruralnem okolju na vseh kontinentih so pogosto postavljene okoli vasi za zaščito pred divjimi živalmi.

## Tipična konstrukcija
Tipična konstrukcija se sestoji iz majhnih ali srednje velikih lesenih debel, postavljenih navpično tesno drug poleg drugega tako, da ni prostora med njimi. Debla so na vrhu priostrena ali kako drugače okrepljena, na nasprotni strani pa zapičena v zemljo. Včasih so jo ojačali z dodatno konstrukcijo. Višina palisade se giblje od manj kot en meter pa vse do skoraj treh metrov. Kot obrambna struktura so bile palisade največkrat nadgradnja zemeljskih del.
Palisade so bile odličen izbor za majhne utrdbe in druge na hitro zgrajene fortifikacije. Glede na to, da so bile lesene, so jih lahko enostavno zgradili iz najbližjega dostopnega materiala. Izkazale so se kot učinkovita zaščita v kratkotrajnih sporih proti manjši moči. Zaradi svoje lesene konstrukcije so bile ranljive za požar in oblegovalne naprave.
Palisade so se pogosto gradile okoli dvorcev kot začasno obzidje, dokler se ni zgradil končni kamniti zid.

## Stari Grki in Rimljani
Tako Grki kot Rimljani so gradili palisade za zaščito svojih taborov. Rimski zgodovinar Livij opisuje grški način, kot da je slabši od rimljanskega v času druge makedonske vojne. Grški koli so bili preveliki, da bi jih brez težav prevažali in so bili postavljeni predaleč narazen. To je bilo enostavno za sovražnika, ki jih je izpulil in ustvaril dovolj veliko vrzel za vstop. V nasprotju s tem so Rimljani uporabljali manjše in lažje kole, ki so bili postavljeni bližje skupaj in jih je bilo težje izpuliti. 

## Predkolumbovska Severna Amerika
Veliko naselij v Misisipijski kulturi v jugovzhodnih ZDA je uporabljalo palisade. Predkolumbovsko mesto Cahokia v današnjem Collinsvilleu, Illinois je že imelo leseno ogrado s številnimi stolpi in utrdbami v rednih intervalih, dolgo 3,2 km okoli Monk's Mound in Grand Plaza. Arheologi so našli dokaze o palisadi med izkopavanjem območja na več odsekih. Zdi se, da je palisada ločevala glavni slavnostni prostor Cahokia od drugih delov mesta, delovala pa tudi kot obrambna struktura. 
Druga nahajališča so še Angel Mounds v južni Indiani, Aztalan State Park v Wisconsinu,  Kincaid v Illinoisu, Parkin in Nodena v JV Arkansasu in Etowah v Georgiji.

## Palisade v krajinski arhitekturi
Od leta 1970 se palisade uporabljajo pri urejanju okolice. Služijo predvsem za prestrezanje nasipov ali manjših pobočjih in / ali za ločevanje prostora. Redko se uporablja kot samostojna stena, kot zaslon zasebnosti. Če je nameščena, ti "zidovi" običajno niso višji od 2-3 m.
Za palisade se uporablja obdelane hlode, okrogle in pravokotne betonske ali elemente iz naravnega kamna. Optimalen način pritrditve na terenu je z uporabo betona.
Lesene palisade so včasih impregnirali s katranom (karbolineum), ki so ga uporabljali pri železnicah. Danes ga ne smejo več uporabljati zaradi rakotvornih učinkov in ga je treba odstraniti kot nevarni odpadek.
Konec 19. stoletja so bile palisade uporabljene tudi za zaščito obale, vendar so jih kmalu zamenjali z zidovi iz kamna ali betona. Del palisade za zaščito plaže je še ohranjen na vzhodnem frizijskem otoku Baltrum.